# Колчина Ольга Павлівна
Ольга Павлівна Колчина (нар. 1 червня 1918, місто Москва, тепер Російська Федерація — 15 травня 2017, місто Москва) — радянська державна діячка, заступник голови Президії Верховної ради Російської РФСР, 2-й секретар Московського обласного комітету КПРС. Кандидат у члени ЦК КПРС у 1961—1986 роках. Депутат Верховної ради Російської РФСР 7—11-го скликань. Депутат Верховної Ради СРСР 6-го скликання.

## Життєпис
Народилася в родині вчителя.
У 1939 році закінчила Воронезький інститут народно-господарського обліку (планово-економічний інституту).
У 1939—1942 роках — викладач соціально-економічних дисциплін, плановик-економіст, старший економіст управління Московсько-Донбаської залізниці, завідувач сектора Воронезької обласної планової комісії.
У 1944—1945 роках — комсомольський організатор ЦК ВЛКСМ у Воронезькій області.
У 1945—1947 роках — викладач соціально-економічних дисциплін технікуму у Воронезькій області.
Член ВКП(б) з 1946 року.
У 1947—1953 роках — інструктор, завідувач відділу Красногорського міського комітету ВКП(б) Московської області.
У 1953—1958 роках — секретар Красногорського міського комітету КПРС Московської області.
У 1958—1960 роках — 1-й секретар Красногорського міського комітету КПРС Московської області.
6 липня 1960 — січень 1963 року — 2-й секретар Московського обласного комітету КПРС.
19 січня 1963 — 15 грудня 1964 року — 2-й секретар Московського промислового обласного комітету КПРС.
15 грудня 1964 — 17 квітня 1967 року — секретар Московського обласного комітету КПРС.
12 квітня 1967 — 26 березня 1985 року — заступник голови Президії Верховної ради Російської РФСР.
З березня 1985 року — персональний пенсіонер союзного значення в Москві.
Померла 15 травня 2017 року в Москві.

## Нагороди і звання
- орден Леніна
- орден Жовтневої Революції
- два ордени Трудового Червоного Прапора (31.05.1978,)
- орден «Знак Пошани»
- медалі
- Почесний громадянин міста Красногорська Московської області